# Zentrum
Det tyske midterparti (Deutsche Zentrumspartei eller bare Zentrum), ofte kaldet det katolske midterparti, er et katolsk politisk parti i Tyskland, som særlig spillede en vigtig rolle under kejsertiden og under Weimarrepublikken.
Partier blev grundlagt i 1870 af Ludwig Windthorst og Mainz-biskoppen Wilhelm Emmanuel von Ketteler for at varetage den katolske minoritets rettigheder i det nye, protestantisk dominerede Tyskland. Partiet blev relativt stort som reaktion på Otto von Bismarcks Kulturkampf mod den katolske kirke. Partiet var også specielt på grund af blandingen af de klasseinteresser, som partiet repræsenterede, fra katolske arbejdere til aristokrater.
Med grev Georg von Hertling opnåede partiet i 1917 første gang posten som rigskansler. Mellem 1919 og 1932 var partiet repræsenteret i næsten alle rigsregeringer. De stillede bl.a. rigskanslerne Wilhelm Marx, Heinrich Brüning og Franz von Papen.
Den 22. marts nåede partiets formand Ludwig Kaas og Hitler enighed om vedtagelsen af Bemyndigelsesloven.
Partiet opløste sig selv den 5. juli 1933 og var det sidste af de ikke-nazistiske partier, som forsvandt efter forbud fra Hitler og NSDAP.
Efter anden verdenskrig blev partiet genoprettet. Men de fleste traditionelle zentrumvælgere sluttede imidlertid hurtigt op om dannelsen af den bredere borgerlige alliance CDU, som i stor grad er udgået fra og præget af miljøet omkring det katolske midterparti. Hensigten med etableringen af CDU var at forene protestanterne og katolikkerne i et fælles kristeligt-konservativt parti.
Det katolske midterparti eksisterer stadig som et lille parti og var repræsenteret i det tyske parlament frem til 1957, da det faldt under spærregrænsen. I enkelte katolske højborge som Nordrhein-Westfalen har partiet stadig en vis lokalpolitisk betydning og er kendt for sin familievenlige politik.
Det bayerske folkeparti, forløberen for CSU, brød ud fra Zentrum i 1918, fordi Zentrums daværende ledelse ønskede en centralstat frem for en forbundsstat.

## Valgresultater
Listen er ikke komplet
| Valg                            | Procent | Pladser |
| ------------------------------- | ------- | ------- |
| Valget i Tyskland 1919          | 19,7 %  | 91      |
| Valget i Tyskland 1920          | 13,6%   | 64      |
| Valget i Tyskland maj 1924      | 13,4%   | 65      |
| Valget i Tyskland december 1924 | 13,6%   | 69      |
| Valget i Tyskland 1928          | 12,1%   | 61      |
| Valget i Tyskland 1930          | 11,8%   | 68      |
| Valget i Tyskland juli 1932     | 12,4%   | 71      |
| Valget i Tyskland november 1932 | 11,9%   | 71      |
| Valget i Tyskland 1933          | 11,3%   | 73      |
| Valget i Tyskland 1949          | 3,1%    | 10      |
| Valget i Tyskland 1953          | 0,8 %   | 3       |
| Valget i Tyskland 1957          | 0,9 %   | 0       |
| Valget i Tyskland 1965          | 0,1 %   | 0       |
| Valget i Tyskland 1969          | 0,04 %  | 0       |
| Valget i Tyskland 1987          | 0,1 %   | 0       |
| Valget i Tyskland 1994          | 0,01 %  | 0       |
| Valget i Tyskland 2002          | 0,1 %   | 0       |